# Conti di Cunio
I conti di Cunio furono una famiglia nobile della Romagna. Appartenente al campo ghibellino, fu protagonista delle vicende politiche della Bassa Romagna dal XIII al XIV secolo.

## Storia

### Origini
Nell'anno 950 i Cunio erano feudatari nelle terre di proprietà della Chiesa ravennate. Si ritiene che la costruzione della fortezza di famiglia, pochi km a sud di Cotignola, sia stata di poco successiva: la più antica attestazione risale all'anno 1036. Oltre alla fortezza di famiglia, i Cunio ebbero una residenza a Imola, dove acquistarono il palazzo dei Pietrobono, ed una a Faenza, dove possedettero un ampio casamento lungo il tratto cittadino della via Emilia. Il vasto territorio su cui esercitarono il loro dominio comprendeva i feudi di Barbiano, Donigallia (oggi non più esistente), Zagonara e Cotignola. Confinava a sud con il territorio di Faenza, ad est con quello di Bagnacavallo e a nord con San Patrizio e Fabriago.

### Ascesa e potere
I conti di Cunio furono tradizionali nemici di Faenza. Tra il 1125 e il 1129 si scontrarono frontalmente più volte. Le milizie faentine tentarono in tre occasioni di assaltare il castello, senza però riuscirci. Nel 1147 i faentini riuscirono a distruggere il castello di Cunio, ma i conti in pochi anni lo ricostruirono. Gli stessi conti ottennero dalla città di Faenza il titolo di “magnati”, ovvero lo status di famiglia eminente (si fregiavano dello stesso titolo i Pagani di Susinana, i Manfredi, i Zambeccari e gli Accarisi).
Una svolta nella storia della famiglia si ebbe con Federico I Barbarossa: l'imperatore del Sacro Romano Impero riconobbe i Cunio come propri vassalli, concedendo loro numerosi benefici. I fratelli Rainiero II e Guido di Cunio parteciparono alla battaglia di Legnano del 29 maggio 1176, nella quale l'imperatore fu sconfitto dalla Lega Lombarda (cui Faenza invece si era alleata).
Dopo la morte di Federico I nel 1190, il legato pontificio tolse ai Cunio la massa sancti Pauli e massa sancti Hilari e le restituì alla Chiesa di Ravenna. Presso quest'ultima, agli inizi del secolo successivo l'arcivescovo Alberto fece edificare il nucleo di quella che poi divenne Lugo. Ripresero gli scontri tra i Cunio e i faentini. I Cunio decisero di allearsi con Imola, città ghibellina, in funzione anti-faentina. Nel 1186 Rainiero, figlio di Rainiero II, divenne cittadino imolese. La famiglia acquistò un palazzo nell'odierna via Appia (una targa ne ricorda la presenza).
Nonostante l'acerrima rivalità con i faentini, i Cunio trovarono interesse ad allearsi con essi nell'assalto al nuovo castrum, Lugo. Nel 1218 lo occuparono e ne diventarono padroni de facto. Rainiero III, figlio di Guido, fu nominato pretore. Dopo trattative decennali con la Chiesa di Ravenna, nel 1231 i Cunio furono confermati nei loro possessi (Barbiano, Donegaglia, Zagonara e Cotignola) e l'anno seguente Rainiero III (figlio di Rainiero II) fu nominato podestà di Lugo: fu il primo esponente dei Cunio a ricoprire una carica pubblica.
I Cunio furono alleati dell'imperatore Federico II di Svevia nella sua campagna militare nell'Italia settentrionale. Deciso a ricondurre a sé tutte le città della Romagna, assediò Faenza. La città cadde dopo un'inattesa resistenza di sette mesi, il 24 aprile 1241. L'imperatore confermò ai Cunio i loro possedimenti aggiungendo Granarolo faentino. Nello stesso anno i Cunio acquisirono i beni patrimoniali dei conti di Donigallia per matrimonio. Nel 1246 acquistarono il castrum di Fabriago.
Bernardino († ante 1288), figlio di Rainiero III, fu podestà d'Imola (1266), oltre a “primo degli anziani” di Bagnacavallo (1267). Il primo dei suoi figli, Bernardino iuniore (o Novello), fu due volte podestà di Imola (1288 e 1292), due volte podestà a Ravenna (1294 e 1297) e infine podestà a Bagnacavallo: dal 1311 fino alla morte (1321/23).
A Imola i Cunio ebbero come nemici gli Alidosi. Alleato di Maghinardo da Susinana, Bernardino iuniore divenne podestà della città nel 1292 e, a capo delle proprie milizie, distrusse i castelli alidosiani del contado. Nel 1294 fu podestà di Ravenna.

Nel 1295 si verificò un avvenimento che segnò il destino della famiglia: i Cunio ruppero l'alleanza con Maghinardo. I fratelli Bernardino Novello, Guido e Rainiero si allearono con i Manfredi e occuparono Faenza. La reazione di Maghinardo e degli Accarisi suoi alleati fu immediata: i Cunio furono messi in fuga, inoltre Bernardino fu cacciato da Imola. I Cunio persero Zagonara e la signoria di Bagnacavallo. L'anno dopo (1296) Maghinardo, alla testa dei Faentini, attaccò frontalmente il castello di famiglia, distruggendolo e radendolo al suolo (13 marzo 1296).

### XIV secolo
I Cunio si ritirarono nella vicina Barbiano. Qui edificarono una nuova rocca con annesso torrione. Rainiero restò a Barbiano, mentre Bernardino, Guido “il Bandezzato” e un altro fratello, Alberico, si stabilirono a Lugo. Uno dei figli di Guido, Giovanni, fu podestà di Bagnacavallo (1302) e di Lugo (1312). A Bagnacavallo i Cunio si alternarono come podestà occupando la carica quasi ininterrottamente dal 1313 al 1324.
Il 14 marzo 1307 i Cunio (che ressero la podesteria di Parma e poi quella di Brescia) furono tra i fondatori della Lega Guelfa contro gli Este di Ferrara. Parteciparono alla Lega anche numerose famiglie guelfe di Emilia e di Lombardia. Nel resto dello stesso anno guidarono i guelfi romagnoli in lotta contro Faenza e difesero il possesso di Lugo. Il loro potere tornò ad essere egemone nella zona di origine: oltre a mantenere Lugo, fu ripreso il castrum di Bagnacavallo.

Il dominio su Lugo fu però di breve durata: nel 1311 il castrum rientrò tra i possedimenti della Chiesa. I Cunio allora acquistarono dai monaci camaldolesi il territorio di Zagonara e ottennero il possesso della vicina Guercinoro. A Zagonara edificarono una rocca con annesso torrione e vi fabbricarono un palazzo. Nel 1312 Giovanni, figlio di Guido “il Bandezzato”, fu nominato podestà di Lugo. Nel 1315 il figlio di Bernardino, che portava lo stesso nome del padre, fu podestà di Faenza.
I Cunio mantennero il dominio su Bagnacavallo fino al 1328, quando la città fu riannessa ai dominii della Chiesa da Bertrando del Poggetto. Con quella data cessò il loro potere nei castelli della Bassa Romagna, mentre il ramo dei Da Barbiano continuò ad avere una notevole influenza sulle vicende politiche romagnole fino al XV secolo. Dal 1431, anno di conferimento dai Visconti del titolo comitale di Belgioioso, detto ramo si stabilì in Lombardia, dove è tuttora fiorente.

## Discendenza
Bernardino († 1288) ebbe quattro figli: Rainiero, Bernardino iuniore († 1321/23), Alberico e Guido. Da essi ebbero origine i quattro rami parentali, collaterali, del casato dei Cunio.

## Nella letteratura
I conti di Cunio sono citati da Dante nella Divina Commedia, nel Canto XIV del Purgatorio, nella cornice degli invidiosi:
(Dante Alighieri, Purgatorio, Canto XIV, 115-117)
Il verso loda l'estinzione della stirpe dei Malvicini di Bagnacavallo, mentre i conti di Castrocaro e di Cunio si danno pena di perpetuare la propria stirpe e ciò viene visto negativamente.